# Politrock
Politrock oder Agitrock ist eine der politischen Linken nahestehende Ausdrucksform der deutschsprachigen Rockmusik, die Ende der 1960er Jahre im Zuge der 68er-Bewegung entstand.
Ende der 1960er Jahre fanden auch im deutschsprachigen Raum politische Themen Einzug in die Rockmusik. Wichtige Vertreter des Politrocks waren Ton Steine Scherben, Lokomotive Kreuzberg, Checkpoint Charlie, Floh de Cologne, Ihre Kinder, Schmetterlinge oder Oktober. Vielfach waren diese eng mit politischen Organisationen wie der DKP (Floh de Cologne) oder dem Kommunistischen Bund (Oktober, Alcatraz, Druckknöpfe) verbunden. Die Blütezeit des Politrocks währte bis Mitte bzw. Ende der 1970er Jahre, danach wandten sich viele der Bands von der Fokussierung auf politische Inhalte ab, manchmal auch aus Enttäuschung über die Ansprüche der assoziierten politischen Organisationen. Mitte der 1980er Jahre hatte sich die Mehrzahl der Bands aufgelöst.
Inhaltlich integrierten viele Bands Einflüsse aus anderen Formen mit spezifisch linken Traditionen wie dem Kabarett, der Liedermacherszene oder traditionellen Arbeiterliedern oder erarbeiteten vollständige Programme mit oft umfangreichen dramaturgischen Anteilen aus Musical oder Theater.

## Nachweise
Die Informationen dieses Artikels entstammen zum größten Teil den folgenden Quellen:
- Steve B. Peinemann: Die Wut, die du im Bauch hast – Politische Rockmusik: Interviews, Erfahrungen, 1980, ISBN 3-499-14668-1